# النبطية
النبطية هي عاصمة محافظة النبطية اللبنانية إضافة لقضاء النبطية وأهم مدن منطقة جبل عامل في جنوب لبنان. وهي ذات أهمية اقتصادية وثقافية.
يقام فيها سوق كل يوم إثنين حيث يتجمع التجار والزوار من القرى المحيطة ليتبادلوا البضاعة في منطقة سوق الإثنين. وتتواجد في النبطية فروع للعديد من البنوك، إضافة للمستشفيات والمطاعم والمراكز الثقافية التي تثير اهتمام السُيّاح. وتقيم المدينة كل عام ذكرى معركة كربلاء التي استشهد فيها الإمام الحسين بن علي بن أبي طالب. وفي هذه الأوقات يأتي مئات الآلاف من الزوّار الشيعة ليشتركوا في الطقوس.
تفتخر النبطية بأنّها مكان ولّادة العديد من الأعلام؛ مثلاً الشيخ عارف الزين، والعالم حسن كامل الصباح وعمه أحمد رضا. وتوجد فيها حسينية التي تقوم بالمجالس في عاشوراء ولديها العديد من الأقسام: أولاً للكشاف، ثانياً إسعاف، ثالثاً لجنة عاشوراء.

## معالم تاريخية

### قلعة الشقيف

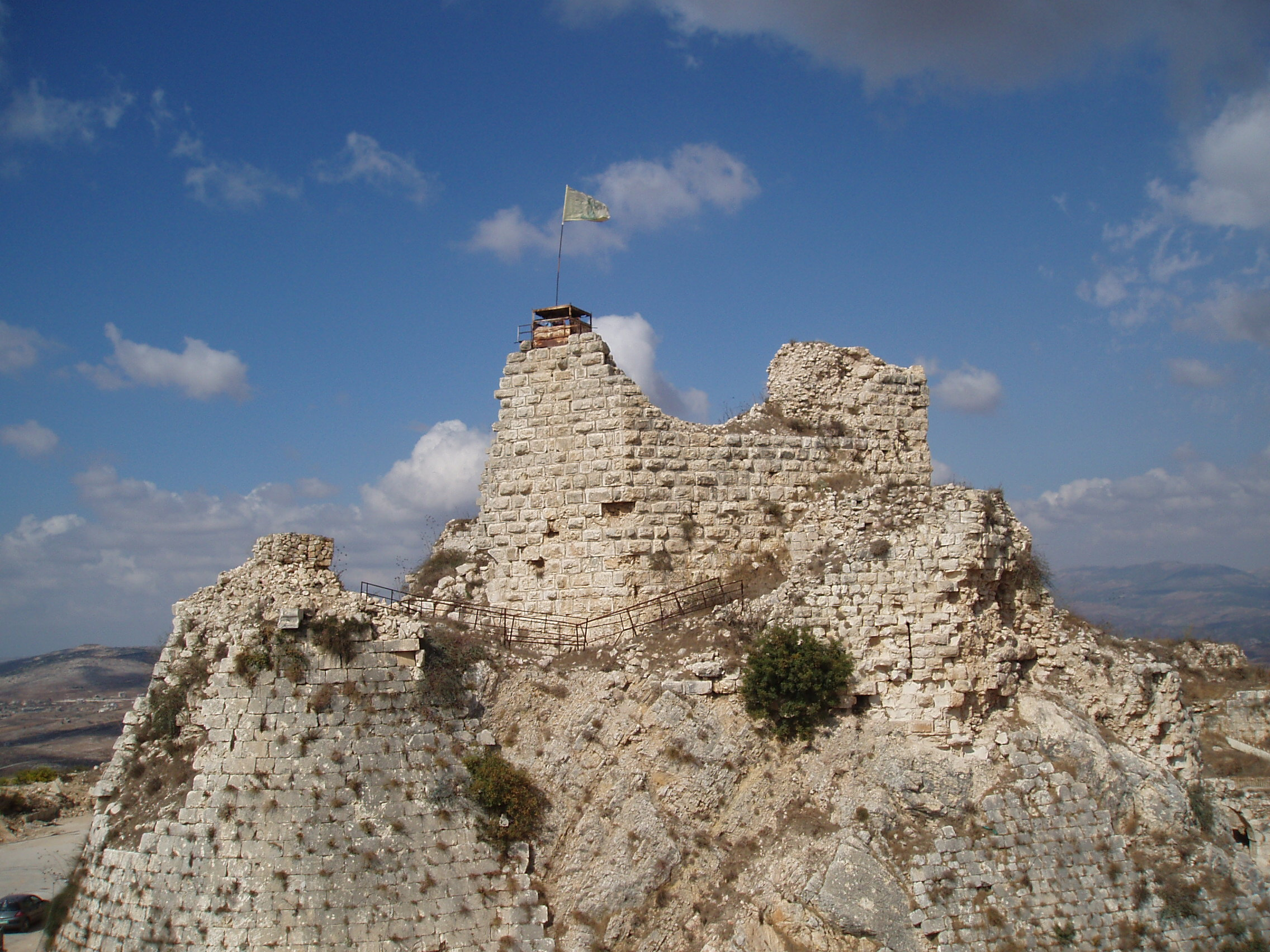
بقايا قلعة الشقيف

بنيت قلعة بوفور في أعلى تلٍ يطلّ على جنوب وادي البقاع باتّجاه دمشق، وهو الذي عرفه الرحالة العرب باسم "شقيف أرنون"، حيث تدل كلمة شقيف – وهي آرامية - على صخرة عالية. رغم مظهرها المنيع، من الممكن الوصول إليها بسهولة من خلال قرية أرنون الواقعة على بعد 7 كم جنوب شرق النبطية.
أمام هذا الحصن توجد حاوية ماء كبيرة وبقايا قرية عتيقة من عهد القلعة. لا يوجد دليل قاطع يدل على عمر هذا الحصن ولا على شخصية الذي بناه. في رواية وليم الصوري أن الصليبيين بنوها، لكن يخالف ذلك بعض المؤرخين وفي رأيهم أنها أقدم من ذلك. فقيل أنها كانت موجودة قبل وصول الصليبيين وأنها بنيت في أواخر العصر الروماني أو البيزنطي، ثمّ رمّمها ووسّعها العرب إلى أن أصبحت حصن صليبياً.
أصلحها الصليبيون وحصّنوها خلال القرن الثاني عشر الميلادي لتصبح أهم حصن في لبنان. أخذها الملك الصليبي فولق دانجو من حاكم دمشق وسلمها للأرباب الصليبيين في صيدا في 1138م. حاصرها صلاح الدين لمدة سنتين واستطاع دخولها عام 1140م. ثمّ أخذها الصليبيون ثانية عام 1190م بعدما عقدوا إتّفاقًا مع الصالح إسماعيل حاكم دمشق. في 1260 اشتراها فرسان المعبد وظلت ملكهم حتى فتحها سلطان المماليك الظاهر بيبرس في 1268. وبنى فرسان المعبد هناك حصناً أسموه شاتو نوف. وأجرى فخر الدين أعمال ترميم وتحصين في بداية القرن السابع عشر، لكن حاصره محافظ دمشق حافظ باشا ودمّرت مدفعيته جزءً من الحصن.
حالياً الحصن في حالة خراب ولم يبقَ منه غير الجدار الشرقي والمدخل ودرج برج كبير في وسط الناحية الغربية. في الناحية الشرقية يوجد مبنى بقبوات من القرن الثالث عشر، وقد يكون في الأصل صالة للتجمع أو كنيسة. في الناحية الشمالية توجد بقايا برجين وحاوية ماء كبيرة في الخندق الذي يحيط بالحصن.

## المساجد
يوجد في النبطية مسجدان تاريخيان. أحدهما بُنِيَ في القرن السادس عشر الميلادي وهو بوسط المدينة، والآخر المعروف بمسجد النبي يرجع لفترة المماليك وهو في النبطية الفوقة.
تنتشر المساجد في معظم أحيائها ويتفاوت تاريخ إنشائها إلا أنها تتصف جميعها بصغر الحجم باستثناء المسجد الكبير وسط المدينة والملاصق لساحة البيدر التي تُقام عليه مراسم العاشر من المحرم في كل عام.

## التعليم
الكلية المسيحية ((Notre Dame des Soeurs Antonines)) أحد أقدم المؤسسات التعليمية في المدينة.
والعديد من الجامعات والمدارس.